# Tschudimarsvin
Tschudimarsvinet (Cavia tschudii) är en art vildlevande marsvin i familjen Egentliga marsvin. Djuret är uppkallad efter den schweiziska Sydamerikaforskaren Johann Jakob von Tschudi.
Redan befolkningen i Inkariket höll också djuret i fångenskap som matkälla.

## Utbredning och habitat
Arten förekommer i Peru, södra Bolivia, norra Chile och nordvästra Argentina. Habitatet utgörs av savanner med gräs eller buskar samt av bergsregioner i Anderna upp till 4 500 meter över havet.

## Kännetecken
Vuxna djur når en vikt mellan 500 och 600 gram. Nosen är lite spetsigare och kroppen är inte lika robust som hos det egentliga marsvinet.

## Levnadssätt
Individerna gräver inga egna bon utan lever i bon som lämnats av andra djur samt grottor och bergssprickor. Tschudimarsvinet lever i grupper av minst fem till omkring tjugo individer. I flocken finns bara en vuxen hanne. Unga hannar måste lämna gruppen när de är 12 till 16 veckor gamla. Den dominanta hannen biter dem tills de tar till flykten. I naturen är dessa djur vanligen aktiva på skymningen och gryningen.
Tschudimarsvinet är växtätare men äter olika slags vegetabiliska ämnen som gräs, bark, örter och kaktusväxter.
Dräktigheten varar i cirka 60 dagar, alltså åtta dagar mindre än hos det domesticerade marsvinet. De vilda ungarna är även lättare vid födelsen, ungefär 44 till 70 gram. De är borymmare och är redan utrustade med päls. Kort efter födelsen kan de gå och synen är färdig utvecklad.